# كيفن براي
كيفن براي (24 سبتمبر 1968 في أستراليا - )  (بالإنجليزية: Kevin Bray)‏ هو لاعب كريكت أسترالي. لعب مع Warwickshire Cricket Board ‏.

## وصلات خارجية
- كيفن براي على موقع إي آس بي آن كريك إنفو (الإنجليزية)